# بابلو بيريز ألفاريز
بابلو بيريز ألفاريز (بالإسبانية: Pablo Pérez Álvarez)‏ هو محامي وسياسي فنزويلي، ولد في 19 أغسطس 1969 في ماراكايبو في فنزويلا. حزبياً، نشط في Un Nuevo Tiempo ‏. وقد انتخب حاكم الدولة زوليا (2008 – ).